# Sielsowiet Starahrad
Sielsowiet Starahrad (biał. Стараградскі сельсавет, Starahradski sielsawiet; ros. Староградский сельсовет) – sielsowiet na Białorusi, w obwodzie homelskim, w rejonie kormańskim, z siedzibą w Starahradzie.

## Demografia
Według spisu z 2009 sielsowiet Starahrad zamieszkiwało 1294 osób, w tym 1241 Białorusinów (95,90%), 41 Rosjan (3,17%), 5 Ukraińców (0,39%), 3 Romów (0,23%), 3 osoby innych narodowości i 1 osoba, która nie podała żadnej narodowości.

## Geografia i transport
Sielsowiet położony jest w zachodniej części rejonu kormańskiego i na zachód od stolicy rejonu Kormy.
Przez sielsowiet przebiega droga republikańska R30.

## Miejscowości
- agromiasteczko:
  - Chizau
- wsie:
  - Bierastawiec
  - Łubianka
  - Pasieka-Słabodka
  - Piatrawiczy
  - Starahrad
  - Zadubje